# 在中華民国キリバス大使館
在中華民国キリバス大使館（ざいちゅうかみんこくキリバスたいしかん、英語: Embassy of Kiribati in the Republic of China、繁体字中国語: 吉里巴斯駐中華民國大使館）あるいは駐台キリバス大使館（英語: Embassy of Kiribati in Taiwan、繁体字中国語: 吉里巴斯駐台大使館）は、キリバスが中華民国（台湾）の首都台北市に設置していた大使館である。
2003年11月7日に両国間の外交関係が樹立された後、2013年5月31日に大使館が開設された。また、非常駐の駐日キリバス大使館（英語: Embassy of Kiribati in Japan）を兼轄していた。2019年9月20日にキリバスが台湾と断交したことにより、台北のキリバス大使館は機能を停止した。

## 住所
| 日本語 | 〒11157 台北市士林区天母西路62巷9号10階                                            |
| 中国語 | 11157 臺北市士林區天母西路62巷9號10樓                                              |
| 英語   | 10th Floor, No. 9-1, Lane 62, Tianmu West Road, Shilin District, Taipei City 11157 |

## 大使
2018年7月20日から2代目の特命全権大使を務めていたテシー・ランボーンの在任中にキリバスが台湾と断交したため、彼女が中華民国総統に信任状を捧呈した最後の大使となった。
また、2014年7月11日には、初代大使のテーコア・イウタが駐日大使として訪問した東京で信任状を捧呈している。